# Фернандо Кірарте
Фернандо Кірарте Гутьєррес (ісп. Fernando Quirarte Gutíerrez, нар. 17 травня 1956, Гвадалахара) — мексиканський футболіст, захисник. По завершенні ігрової кар'єри — футбольний тренер.
Як гравець насамперед відомий виступами за клуб «Гвадалахара» та національну збірну Мексики.

## Клубна кар'єра
У дорослому футболі дебютував 1975 року виступами за команду клубу «Гвадалахара», в якій провів дванадцять сезонів, взявши участь у 274 матчах чемпіонату.  Більшість часу, проведеного у складі «Гвадалахари», був основним гравцем захисту команди.
У сезоні 1987/88 років захищав кольори іншої команди з Гвадалахари, «Атласа».
Завершив професійну ігрову кар'єру у клубі «Універсідад де Гвадалахара», за команду якого виступав протягом 1988—1990 років.

## Виступи за збірну
1981 року дебютував в офіційних матчах у складі національної збірної Мексики. За вісім років кар'єри у національній команді провів 39 матчів і забив 4 голи.
У складі збірної був учасником чемпіонату світу 1986 року у Мексиці.

## Кар'єра тренера
Розпочав тренерську кар'єру у 1999 році з клубом «Сантос Лагуна». Тренерський штаб команди з Торреона очолював протягом трьох сезонів. Виграв літній чемпіонат Мексики 2001 року.
В сезоні 2002/03 очолював команду клубу «Атлас». З 2004 по 2006 рік — головний тренер «Хагуарес Чьяпас». З 2011 року протягом одного сезону очолював тренерський штаб «Гвадалахари».

## Титули і досягнення
- Чемпіон Мексики (1): 2001 (літо)